# アワーミュージック (相対性理論の曲)
「アワーミュージック」は、相対性理論+渋谷慶一郎のシングルである。2010年1月6日発売。発売元はcommmons。

## 概要
- 2009年9月11日にリリースされた渋谷慶一郎のピアノソロアルバム『ATAK015 for maria』に収録されている楽曲「our music」と「sky riders」にヴォーカルを乗せ、バンド・ヴァージョンとピアノ&ヴォーカル・ヴァージョンにしたシングル。
- 収録曲の関係でオリコンではアルバム扱いとなっている。

## 収録曲
1. スカイライダーズ (4:01)
作詞: ティカ・α、作曲: 渋谷慶一郎・maria
2. アワーミュージック (3:37)
作詞: ティカ・α、作曲: 渋谷慶一郎
3. BLUE (4:19)
作詞: デレク・ジャーマン、作曲: 渋谷慶一郎
4. sky riders (vo+pf) (4:16)
5. our music (vo+pf) (4:38)
6. BLUE strings edit feat. Hildur Guonadottir (4:18)
編曲: 渋谷慶一郎・ヒルドゥル・ギスラドッティル
7. our music remodel light remixed by alva noto (4:17)
編曲: アルヴァ・ノトa.k.a.カールステン・ニコライ